# Margrethe Lendrop
Anna Margrethe Lendrop f. Boeck (13. juli 1873 i Kalundborg – 30. april 1920 i København), var en dansk operasanger (mezzosopran). Debuterede i 1898 på Det kgl. Teater som Carmen, som hun optrådte med 131 gange frem til sin afsked i 1919. Kongelig kammersangerinde i 1915.